# Hans-Günter Bruns
Hans-Günter Bruns (ur. 15 listopada 1954 w Mülheim an der Ruhr) – niemiecki piłkarz, występował na pozycji obrońcy lub pomocnika, trener piłkarski i dyrektor sportowy klubu Rot-Weiß Oberhausen.

## Kariera klubowa
Bruns zawodową karierę rozpoczynał w 1973 roku w klubie FC Schalke 04 z Bundesligi. W tych rozgrywkach zadebiutował 14 czerwca 1975 roku w wygranym 3:0 meczu z Tennis Borussią Berlin, w którym strzelił także gola. W Schalke spędził ponad 3 lata. W tym czasie rozegrał tam 20 ligowych spotkań i zdobył 2 bramki.
W listopadzie 1976 roku Bruns odszedł do SG Wattenscheid 09, grającego w 2. Bundeslidze Nord. Występował tam przez 2 lata. W 1978 roku trafił do pierwszoligowej Borussii Mönchengladbach. Pierwszy ligowy mecz zaliczył tam 12 sierpnia 1978 roku przeciwko Hamburgerowi SV (0:3). W 1979 roku zdobył z klubem Puchar UEFA.
W tym samym roku Bruns został graczem Fortuny Düsseldorf (Bundesliga). W 1980 roku powrócił do Borussii Mönchengladbach. W 1984 roku dotarł z zespołem do finału Pucharu RFN, gdzie Borussia uległa jednak Bayernowi Monachium. W 1984 roku i w 1987 roku Bruns zajął z klubem 3. miejsce w Bundeslidze. W 1990 roku zakończył karierę.

## Kariera reprezentacyjna
W reprezentacji RFN Bruns zadebiutował 29 lutego 1984 w wygranym 1:0 towarzyskim meczu z Belgią. W tym samym roku został powołany do kadry na Mistrzostwa Europy. Nie zagrał na nich w żadnym meczu, a zespół RFN zakończył turniej na fazie grupowej. W drużynie narodowej rozegrał w sumie 4 spotkania, wszystkie w 1984 roku.

## Kariera trenerska
Po zakończeniu kariery piłkarskiej Bruns został trenerem piłkarskim. Był szkoleniowcem amatorskich zespołów Adler Osterfeld, VfB Speldorf oraz SSVg Velbert. W 2006 roku został trenerem ekipy Rot-Weiß Oberhausen z Oberligi Nordrhein. W 2007 roku awansował z klubem do Regionalligi Nord, a w 2008 roku wywalczył z nim awans do 2. Bundesligi. Wówczas przestał być trenerem zespołu Rot-Weiß Oberhausen i został jego dyrektorem sportowym. W kwietniu 2010 roku ponownie został szkoleniowcem Rot-Weiß Oberhausen, jednocześnie pozostając tam dyrektorem sportowym.